# Колесов Олег Анатолійович
Олег Анатолійович Колесов (нар. 15 лютого 1969, місто Дніпретровськ, УРСР) — радянський та український футболіст, воротар. З 2003 року на тренерській посаді.

## Кар'єра гравця
Футболом почав займатися в спортивній школі «Дніпро-75». У шістнадцятирічному віці був прийнятий у дубль дніпропетровського «Дніпра», де тренером воротарів був Леонід Колтун. У дублі провів п'ять років. Потім проходив військову службу в одеському СКА.
У 1992 році Анатолій Заяєв запросив Колесова в «Таврію». Того року сімферопольські футболісти стали першим чемпіонами України. У «золотому матчі» проти київського «Динамо» Колесов зумів зберегти свої ворота сухими. Ставши чемпіоном України, «Таврія» отримала право грати у Кубку чемпіонів. У першому раунді був пройдений ірландський «Шелбурн». Наступним суперником таврійців був швейцарський «Сьйон». Вже на 20-й хвилині першого поєдинку Колесов був видалений за гру рукою поза межами штрафного майданчика. У меншості «Таврія» поступилася швейцарцям з рахунком 1:4.
У 1993 році Колесов перейшов в «Темп» з Шепетівки. Далі виступав у командах «Торпедо» та «Металург» (Запоріжжя), «Металіст» (Харків), «Полісся» (Житомир), «Миколаїв», «Ворскла-2» (Полтава), «Сталь» (Дніпродзержинськ).

## Кар'єра тренера
З червня 2003 року (з перервою) на тренерській роботі в «Таврії». У 2011 році тренував молодіжну команду «таврійців». У 2012 році працював тренером воротарів у клубі «Кримтеплиця». З червня 2012 року по березень 2013 року - тренер воротарів «Таврії» (U-19). З березня по червень 2013 року - тренер воротарів основного складу. З 2014 по червень 2015 років працював тренером, старшим тренером дубля та тренером воротарів у молодіжному складі донецького «Металурга». З липня 2015 по 24 січня 2016 року обіймав посаду тренера воротарів молодіжного складу в дніпродзержинській «Сталі». З 14 червня 2016 року працює тренером воротарів у клубі ФК «Тернопіль».

## Досягнення
Таврія
- Вища ліга чемпіонату України
  -  Чемпіон (1): 1992